# Anàlisi de feix d'ions
L'anàlisi per feix d'ions (IBA) és una família important de tècniques analítiques modernes que impliquen l'ús de feixos d'ions de MeV per sondar la composició i obtenir perfils de profunditat elementals a la capa superficial propera dels sòlids. L'IBA no es limita als rangs d'energia de MeV. Es pot operar a baixa energia (<Kev) utilitzant tècniques com la FIB i l'espectroscòpia de masses d'ions secundaris, així com a energies més altes (>GeV) utilitzant instruments com l'LHC. Tots els mètodes IBA són altament sensibles i permeten la detecció d'elements en el rang de submonocapa. La resolució de profunditat sol estar en el rang d'uns pocs nanòmetres a unes deu nanòmetres. Es pot aconseguir una resolució de profunditat atòmica, però requereix un equipament especial. La profunditat analitzada oscil·la entre unes deu de nanòmetres i unes deu de micròmetres. Els mètodes IBA sempre són quantitatius amb una precisió d'uns pocs percentatges. La canalització permet determinar el perfil de profunditat del dany en monocristalls.
- RBS: La retrodispersió de Rutherford és sensible als elements pesants en una matriu lleugera. Aquesta tècnica s'utilitza per determinar la composició elemental i el perfil de profunditat dels materials.
- EBS: L'espectrometria de retrodispersió elàstica (no Rutherford) pot ser sensible fins i tot a elements lleugers en una matriu pesada. El terme EBS s'utilitza quan la partícula incident va tan ràpid que supera la "barrera de Coulomb" del nucli objectiu, que per tant no es pot tractar amb l'aproximació de Rutherford d'una càrrega puntual. En aquest cas, s'hauria de resoldre l'equació de Schrödinger per obtenir la secció transversal de dispersió (vegeu http://www-nds.iaea.org/sigmacalc/ Arxivat 2013-07-28 a Wayback Machine.).
- ERD: La detecció de retrocés elàstic és sensible als elements lleugers en una matriu pesada
- PIXE: L'emissió de raigs X induïda per partícules proporciona la composició elemental traça i minoritària
- NRA: L'anàlisi de reaccions nuclears és sensible a isòtops particulars
- Canalització : El feix d'ions ràpids es pot alinear amb precisió amb els eixos principals dels monocristalls; aleshores, les cadenes d'àtoms s'"ombregen" mútuament i el rendiment de la retrodispersió disminueix dràsticament. Qualsevol àtom fora dels seus llocs de xarxa donarà una dispersió addicional visible. Així, el dany al cristall és visible, i fins i tot es poden distingir defectes puntuals (intersticials) de les dislocacions.
- IBIL: La luminescència induïda per feix d'ions es produeix quan un feix energètic d'ions colpeja un objectiu, excita els àtoms nadius i s'emet llum visible com a resultat de les transicions de la capa externa.

L'avaluació quantitativa dels mètodes IBA requereix l'ús de programari especialitzat de simulació i anàlisi de dades. SIMNRA i DataFurnace són programes populars per a l'anàlisi de RBS, ERD i NRA, mentre que GUPIX és popular per a PIXE. Una revisió del programari IBA va anar seguida d'una comparació de diversos codis dedicats a RBS, ERD i NRA, organitzada per l'Agència Internacional de l'Energia Atòmica.
L'IBA és una àrea de recerca activa. La darrera gran conferència sobre microbeams nuclears a Debrecen (Hongria) es va publicar a NIMB 267(12–13).

## Visió general
L'anàlisi de feix d'ions funciona sobre la base que les interaccions ió-àtom es produeixen mitjançant la introducció d'ions a la mostra que s'està provant. Les principals interaccions donen lloc a l'emissió de productes que permeten recopilar informació sobre el nombre, el tipus, la distribució i la disposició estructural dels àtoms. Per utilitzar aquestes interaccions per determinar la composició de la mostra, s'ha de seleccionar una tècnica juntament amb les condicions d'irradiació i el sistema de detecció que aïllarà millor la radiació d'interès, proporcionant la sensibilitat i els límits de detecció desitjats. La disposició bàsica d'un aparell de feix d'ions és un accelerador que produeix un feix d'ions que s'alimenta a través d'un tub de transport de feix al buit fins a un dispositiu de manipulació de feix. Aquest dispositiu aïlla les espècies iòniques i la càrrega d'interès, que després es transporten a través d'un tub de transport de feix al buit fins a la cambra objectiu. Aquesta cambra és on el feix d'ions refinats entrarà en contacte amb la mostra i, per tant, es podran observar les interaccions resultants. La configuració de l'aparell de feix d'ions es pot canviar i fer-la més complexa amb la incorporació de components addicionals. Les tècniques d'anàlisi de feix d'ions estan dissenyades per a finalitats específiques. Algunes tècniques i fonts d'ions es mostren a la taula 1. Els tipus i les disposicions dels detectors per a les tècniques de feix d'ions es mostren a la taula 2.
Taula 1: Tècniques i fonts d'ions
|               | Font d'ions                            | Actual        | Feixos d'ions  | Tècnica        |
| Baixa energia | Radiofreqüència                        | 1 mA          | H, He, N, O    | LEI            |
| Baixa energia | Duoplasmatró                           | 10 mA         | H, He, N, O    |                |
| Baixa energia | Colutron                               |               |                |                |
| Baixa energia | Penning                                | 5 mA          | C, N, Ne, Kr   |                |
| Baixa energia | Pulverització catòdica de CaeDsi       |               | Més sòlid      | SIMS           |
| Baixa energia | Freeman                                | 10 mA         | Més sòlid      |                |
| Baixa energia | Impacte electrònic                     |               |                |                |
| Baixa energia | SIGL                                   |               | Ga, In, Au, Bi |                |
| Alta energia  | Ions positius                          | Ions positius | Ions positius  | Ions positius  |
| Alta energia  | Radiofreqüència                        | 1 mA          | H, He, N, O    | RBS, PIXE, NRA |
| Alta energia  | Duoplamatron                           | 10 mA         | H, He, N, O    | RBS, PIXE, NRA |
| Alta energia  | Ions negatius                          |               |                |                |
| Alta energia  | Duoplasmatró (extracció fora de l'eix) | 100 mA        | H, O           | RBS, PIXE, NRA |
| Alta energia  | Penning                                | 2 mA          | H, 2 H         | RBS, PIXE, NRA |
| Alta energia  | Font de polvorització                  |               | La majoria     | RBS, PIXE, NRA |
| Alta energia  | RF amb intercanvi de càrrega           | 100 mA        | H, He, N, O    | RBS, PIXE, NRA |

## Aplicacions
L'anàlisi de feixos d'ions ha trobat ús en diverses aplicacions variables, que van des d'usos biomèdics fins a l'estudi d'artefactes antics. La popularitat d'aquesta tècnica prové de les dades sensibles que es poden recopilar sense distorsions significatives per al sistema que s'estudia. L'èxit inigualable trobat en l'ús de l'anàlisi de feix d'ions ha estat pràcticament imbatible durant els darrers trenta anys fins fa molt poc amb el desenvolupament de noves tecnologies. Fins i tot llavors, l'ús de l'anàlisi de feix d'ions no ha desaparegut, i s'estan trobant més aplicacions que aprofiten les seves capacitats de detecció superiors. En una era en què les tecnologies més antigues poden quedar obsoletes en un instant, l'anàlisi de feixos d'ions ha continuat sent un pilar i només sembla que està creixent a mesura que els investigadors troben un major ús de la tècnica.

### Anàlisi elemental biomèdica
Recentment s'han utilitzat nanopartícules d'or com a base per al recompte d'espècies atòmiques, especialment en l'estudi del contingut de cèl·lules canceroses. L'anàlisi de feix d'ions és una bona manera de comptar la quantitat d'espècies atòmiques per cèl·lula. Els científics han trobat una manera eficaç de fer que les dades quantitatives siguin precises mitjançant l'anàlisi de feix d'ions juntament amb l'espectrometria de retrodispersió elàstica (EBS). Els investigadors d'un estudi de nanopartícules d'or van poder trobar un èxit molt més gran utilitzant l'anàlisi de feix d'ions en comparació amb altres tècniques analítiques, com ara PIXE o XRF. Aquest èxit es deu al fet que el senyal EBS pot mesurar directament informació de profunditat mitjançant l'anàlisi de feix d'ions, mentre que això no es pot fer amb els altres dos mètodes. Les propietats úniques de l'anàlisi de feix d'ions són de gran ús en una nova línia de teràpia contra el càncer.

### Estudis del patrimoni cultural
L'anàlisi de feixos d'ions també té una aplicació molt singular en l'estudi d'artefactes arqueològics, també conegut com a arqueometria. Durant les últimes tres dècades, aquest ha estat el mètode preferit per estudiar artefactes i preservar-ne el contingut. El que molts han trobat útil en l'ús d'aquesta tècnica és el seu excel·lent rendiment analític i el seu caràcter no invasiu. Més concretament, aquesta tècnica ofereix un rendiment inigualable pel que fa a sensibilitat i precisió. Recentment, però, hi ha hagut fonts competidores per a propòsits arqueometrics que utilitzen mètodes basats en raigs X com ara la XRF. No obstant això, la font més preferida i precisa és l'anàlisi de feix d'ions, que encara no té parangó en la seva anàlisi d'elements lleugers i aplicacions químiques d'imatges 3D (és a dir, obres d'art i artefactes arqueològics).

### Anàlisi forense
Una tercera aplicació de l'anàlisi de feixos d'ions és en estudis forenses, particularment amb la caracterització de residus de trets. La caracterització actual es fa a partir dels metalls pesants que es troben a les bales, però els canvis en la fabricació estan fent que aquestes anàlisis siguin obsoletes lentament. Es creu que la introducció de tècniques com l'anàlisi de feix d'ions alleujarà aquest problema. Actualment, els investigadors estudien l'ús de l'anàlisi de feix d'ions juntament amb un microscopi electrònic de rastreig i un espectròmetre de raigs X de dispersió d'energia (SEM-EDS). L'esperança és que aquesta configuració detecti la composició de productes químics nous i antics que les anàlisis anteriors no podien detectar de manera eficient en el passat. La major quantitat de senyal analític utilitzat i la il·luminació més sensible que es troba en l'anàlisi de feix d'ions donen un gran potencial al camp de la ciència forense.

### Desenvolupament de bateries de liti
La detecció espacialment resolta d'elements lleugers, per exemple el liti, continua sent un repte per a la majoria de tècniques basades en la capa electrònica dels àtoms objectiu, com ara XRF o SEM-EDS. Per a les bateries de liti i ions de liti, la quantificació de l'estequiometria del liti i la seva distribució espacial són importants per entendre els mecanismes que hi ha darrere de la descàrrega/càrrega i l'envelliment. Mitjançant l'enfocament del feix d'ions i una combinació de mètodes, l'anàlisi del feix d'ions ofereix la possibilitat única de mesurar l'estat de càrrega local (SoC) a escala de μm.

## IBA iteratiu
Les tècniques analítiques basades en feix d'ions representen un conjunt potent d'eines per a l'anàlisi de la composició elemental no destructiva, sense estàndard, amb resolució en profunditat i altament precisa en el règim de profunditat des de diversos nm fins a unes poques μm. Canviant el tipus d'ió incident, la geometria de l'experiment, l'energia de les partícules o adquirint diferents productes originats a partir de la interacció ió-sòlid, es pot extreure informació complementària. Tanmateix, l'anàlisi sovint presenta reptes, ja sigui en termes de resolució de massa —quan hi ha diversos elements comparablement pesats presents a la mostra— o en termes de sensibilitat —quan hi ha espècies lleugeres presents en matrius pesades. Per tant, una combinació de dues o més tècniques basades en feix d'ions pot superar les limitacions de cada mètode individual i proporcionar informació complementària sobre la mostra.

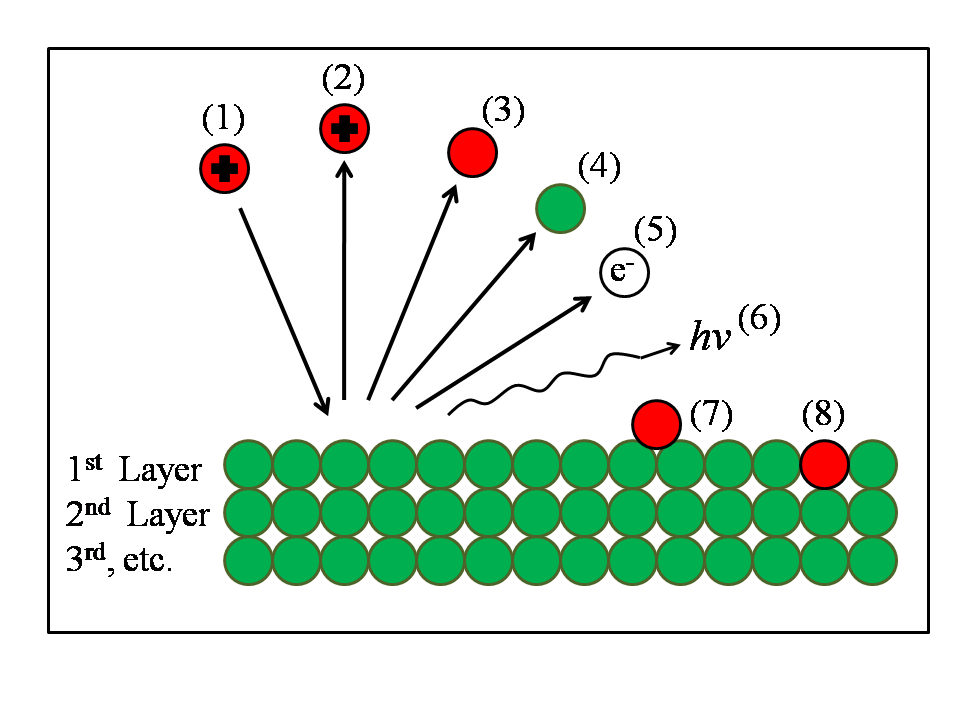
Visió general de diverses interaccions ió-superfície. (1)-ió entrant; (2)-dispersió; (3)-neutralització i dispersió; (4)-pulverització catòdica o retrocés; (5)-emissió d'electrons; (6)-emissió de fotons; (7)-adsorció; (8)-desplaçament, p. ex., a partir d'un esdeveniment de pulverització catòdica

Una anàlisi iterativa i autocoherent també millora la precisió de la informació que es pot obtenir de cada mesura independent.

## Programari i simulació
Des de la dècada del 1960, les dades recollides mitjançant l'anàlisi de feix d'ions s'han analitzat mitjançant una multitud de programes de simulació per ordinador. Els investigadors que utilitzen freqüentment l'anàlisi de feix d'ions conjuntament amb la seva feina necessiten que aquest programari sigui precís i adequat per descriure el procés analític que observen. Les aplicacions d'aquests programes informàtics van des de l'anàlisi de dades fins a simulacions teòriques i modelització basades en suposicions sobre les dades atòmiques, les propietats matemàtiques i físiques que detallen el procés en qüestió. A mesura que el propòsit i la implementació de l'anàlisi de feixos d'ions han canviat al llarg dels anys, també ho han fet el programari i els codis utilitzats per modelar-la. Aquests canvis es detallen a través de les cinc classes en què es classifica el programari actualitzat.